# Nations Cup 2013
La Nations Cup del 2013 fue la 8.ª edición del torneo organizado por la International Rugby Board (IRB).
En esta edición bajó a 4 el número de selecciones participantes a causa de que se organizó a la vez otro cuadrangular en Georgia. Participaron las primeras selecciones de Rumania y Rusia y las segundas selecciones de Argentina e Italia.
Los partidos se llevaron a cabo en el Stadionul Arcul de Triumf de Bucarest, Rumania.

## Equipos participantes[3]
- Selección de rugby de Argentina A (Jaguares)
- Selección de rugby de Italia A (Italia A)
- Selección de rugby de Rumania (Los Robles)
- Selección de rugby de Rusia (Los Osos)

## Posiciones
| Pos. | Equipo   | Encuentros | Encuentros | Encuentros | Encuentros | Tantos  | Tantos    | Tantos     | Puntos Bonus | Puntos Totales |
| Pos. | Equipo   | jugados    | ganados    | empatados  | perdidos   | a favor | en contra | diferencia | Puntos Bonus | Puntos Totales |
| ---- | -------- | ---------- | ---------- | ---------- | ---------- | ------- | --------- | ---------- | ------------ | -------------- |
| 1    | Rumania  | 3          | 3          | 0          | 0          | 86      | 41        | + 45       | 0            | 12             |
| 2    | Italia A | 3          | 2          | 0          | 1          | 66      | 51        | + 15       | 0            | 8              |
| 3    | Jaguares | 3          | 1          | 0          | 2          | 44      | 73        | - 29       | 0            | 4              |
| 4    | Rusia    | 3          | 0          | 0          | 3          | 56      | 87        | - 31       | 0            | 0              |

Nota: Se otorgan 4 puntos al equipo que gane un partido y 2 al que empate
Puntos Bonus: 1 punto por convertir 4 tries o más en un partido y 1 al equipo que pierda por no más de 7 tantos de diferencia

## Resultados

### Primera fecha
| 8 de junio 18:00 | Rumania | 30 - 20 | Rusia |                                    |                                    |
|                  |         | Reporte |       | Árbitro(s): Joaquín Montes Uruguay | Árbitro(s): Joaquín Montes Uruguay |

| 8 de junio 20:00 | Jaguares | 6 - 26  | Italia A |                                                                  |                                                                  |
|                  |          | Reporte |          | Asistencia: 1000 espectadores Árbitro(s): Neil Patterson Escocia | Asistencia: 1000 espectadores Árbitro(s): Neil Patterson Escocia |

### Segunda fecha
| 12 de junio 16:00 | Rumania | 30 - 8  | Jaguares |                                     |                                     |
|                   |         | Reporte |          | Árbitro(s): Claudio Blessano Italia | Árbitro(s): Claudio Blessano Italia |

| 12 de junio 20:00 | Rusia | 19 - 27 | Italia A |                                    |                                    |
|                   |       | Reporte |          | Árbitro(s): Neil Patterson Escocia | Árbitro(s): Neil Patterson Escocia |

### Tercera fecha
| 16 de junio 19:00 | Jaguares | 30 - 17 | Rusia |                                     |                                     |
|                   |          | Reporte |       | Árbitro(s): Claudio Blessano Italia | Árbitro(s): Claudio Blessano Italia |

| 16 de junio 21:00 | Rumania | 26 - 13 | Italia A |                                    |                                    |
|                   |         | Reporte |          | Árbitro(s): Joaquín Montes Uruguay | Árbitro(s): Joaquín Montes Uruguay |

| Bandera de Rumania |
| Campeón Rumania    |
| Segundo título     |